# Compagnia aerea cargo
Una compagnia aerea cargo è una compagnia aerea dedicata al trasporto merci. Alcune compagnie aeree cargo sono divisioni o filiali di compagnie aeree passeggeri più grandi.

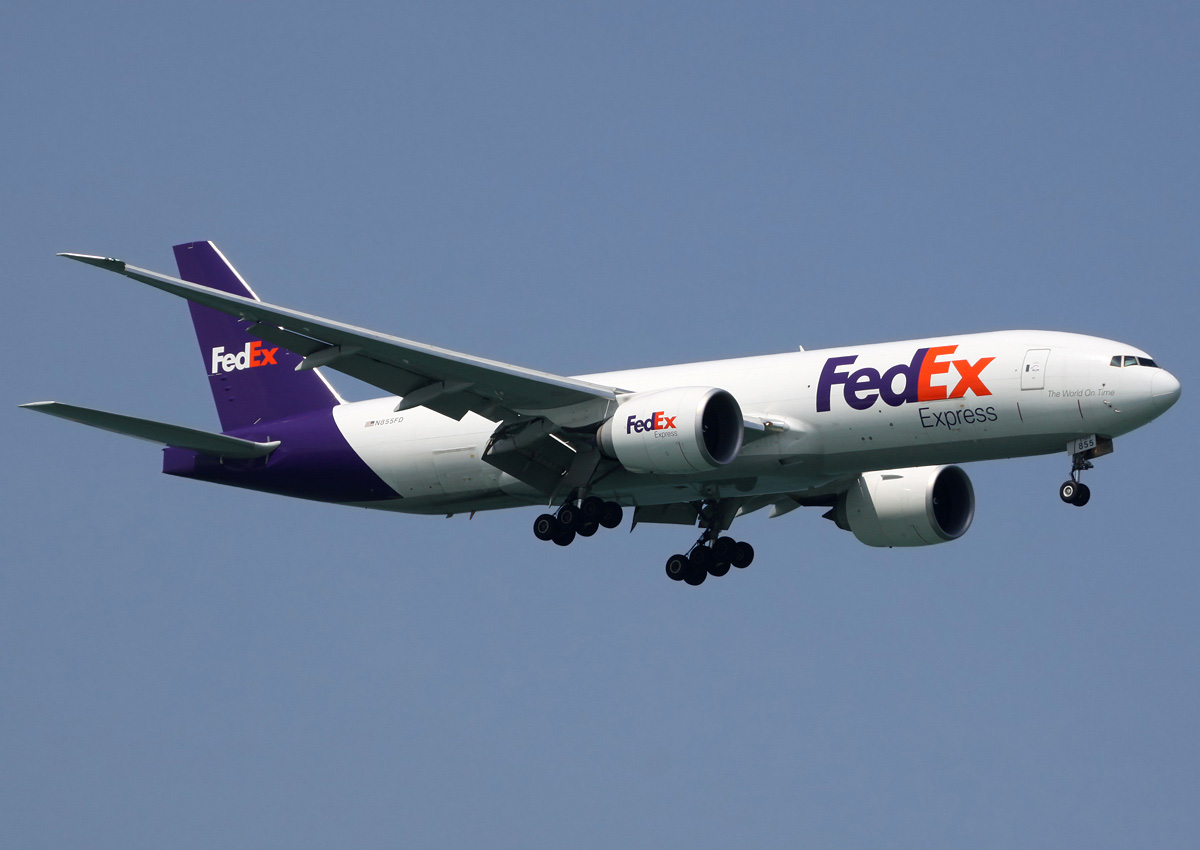
Boeing 777F della FedEx Express, la più grande compagnia aerea cargo del mondo

## Logistica
Il trasporto aereo cargo è una componente essenziale di molte reti logistiche internazionali, essenziale per gestire e controllare il flusso di beni, energia, informazione e altre risorse, come prodotti, servizi e persone, dalla fonte di produzione per il mercato. È difficile o quasi impossibile realizzare qualsiasi commercio internazionale, export globale, processi di importazione, il riposizionamento internazionale di materie prime, senza un professionista del supporto logistico. Essa prevede l'integrazione delle informazioni, trasporto, magazzino, stoccaggio, movimentazione dei materiali e degl'imballaggi. La responsabilità operativa della logistica è il riposizionamento geografico delle materie prime, in corso di lavorazione, finiti e ove necessario al minor costo possibile.

## Aerei utilizzati

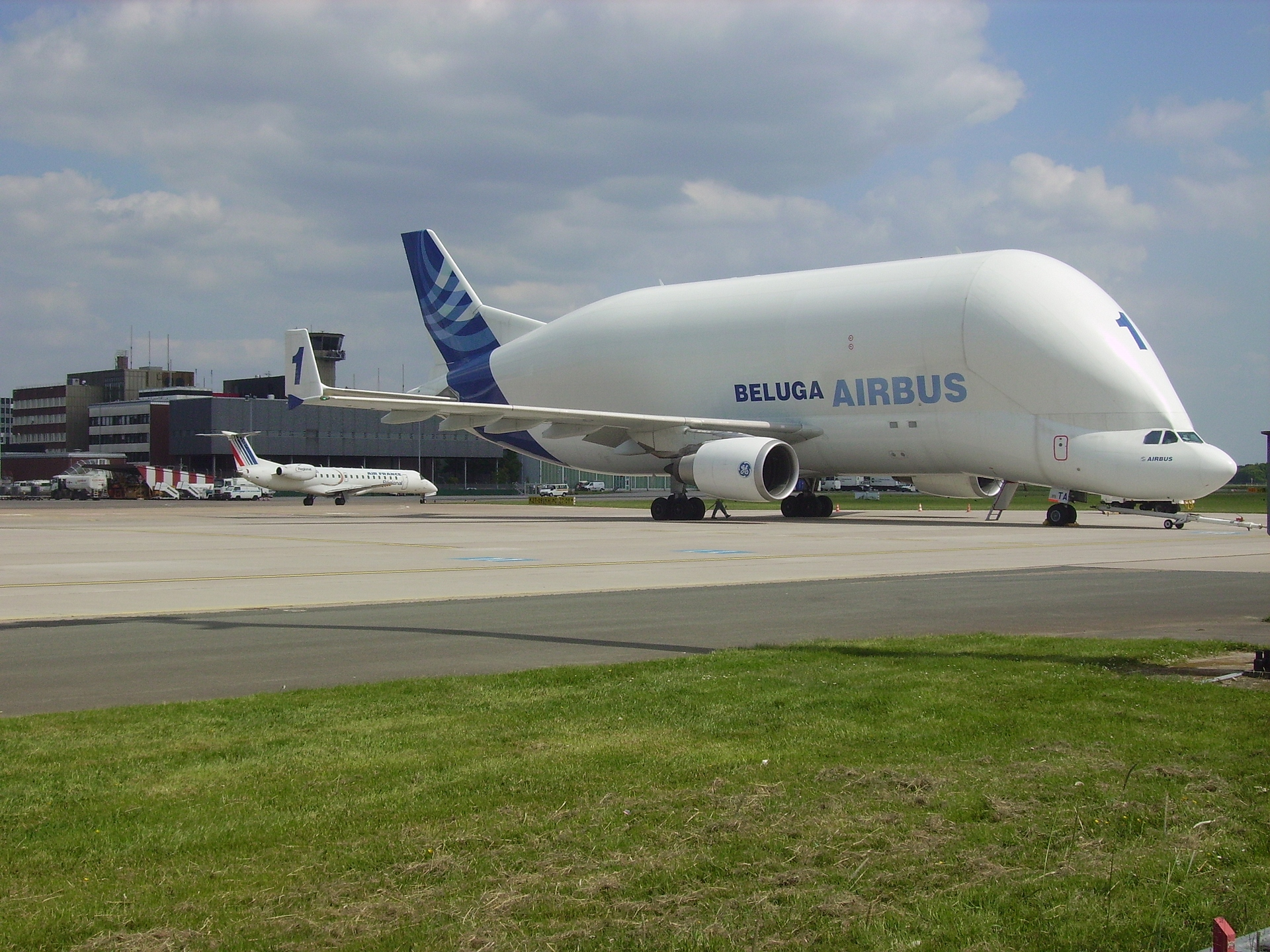
Airbus A300-600ST Beluga all'aeroporto di Brema

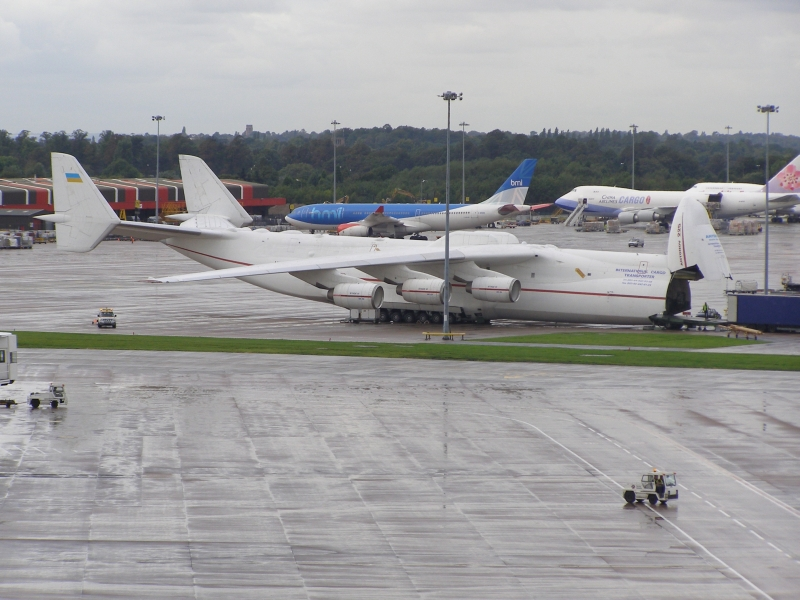
L'Antonov An-225 all'Aeroporto di Manchester con il portellone aperto per le operazioni di carico e scarico merci

Le compagnie aeree cargo più grandi tendono ad utilizzare aeromobili nuovi o di recente costruzione per trasportare le loro merci. Queste compagnie comprano direttamente modelli di aerei nati solo per il trasporto cargo, come il Boeing 777F, il Boeing 747-8F e l'Airbus A330-200F. 
Questi sono tutti modelli nati per il trasporto passeggeri, cui le case produttrici hanno deciso di costruirne una variante cargo, che si contraddistingue da quelle passeggeri perché è presente la F al fondo del nome, che è l'iniziale della parola inglese Freighter, che in italiano significa merci.
Per il trasporto di merci eccezionali, che non possono essere trasportate con i normali aerei cargo, alcune case produttrici hanno sviluppato modelli particolari come l'Antonov An-225, che è l'aereo in uso più grande al mondo, l'Airbus A300-600ST Beluga e il Boeing 747 Large Cargo Freighter (o 747 LCF). Questi ultimi due modelli sono i "nipoti" dello storico Aero Spacelines Super Guppy. Sono di proprietà delle case costruttrici, dunque rispettivamente di Antonov, Airbus e Boeing e vengono utilizzati sia per scopi interni dell'azienda (come il trasporto di pezzi di altri aerei in costruzione), sia da altre aziende che li noleggiano.

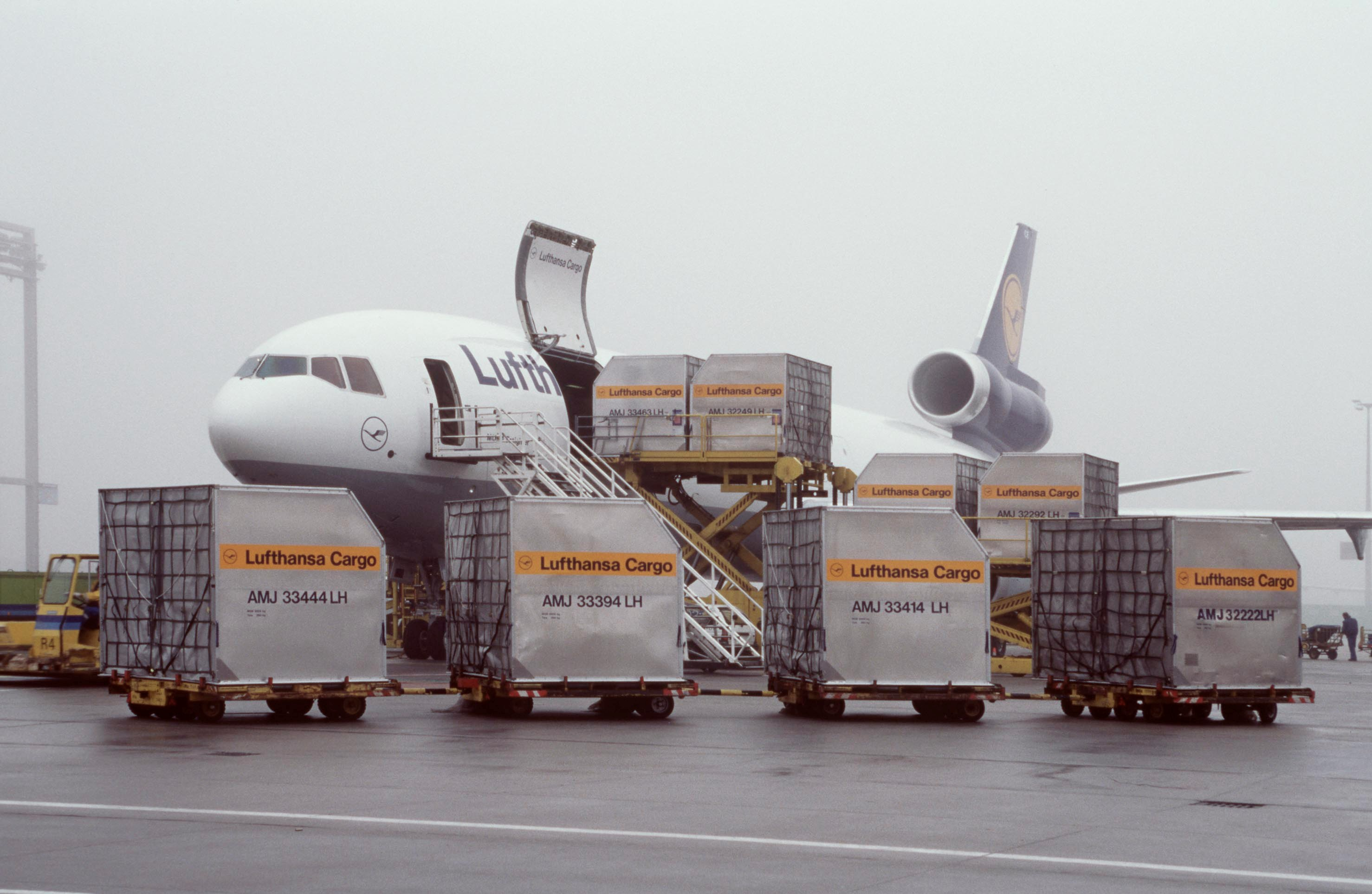
MD-11 della Lufthansa Cargo durante le operazioni di carico e scarico merci

Molte compagnie aeree cargo però, utilizzano aerei più vecchi, come i più rari Boeing 707, Boeing 727, Douglas DC-8 e i più utilizzati Airbus A300, Airbus A310, DC-10, MD-11, Boeing 747, Boeing 757 e Ilyushin Il-76, che prima avevano operato come aerei passeggeri e che successivamente sono stati convertiti in cargo. Piccoli aerei come An-12, An-26, Fokker F27, British Aerospace BAe ATP e British Aerospace 146 vengono utilizzati su linee di breve-medio raggio dopo essere stati convertiti in versione cargo.

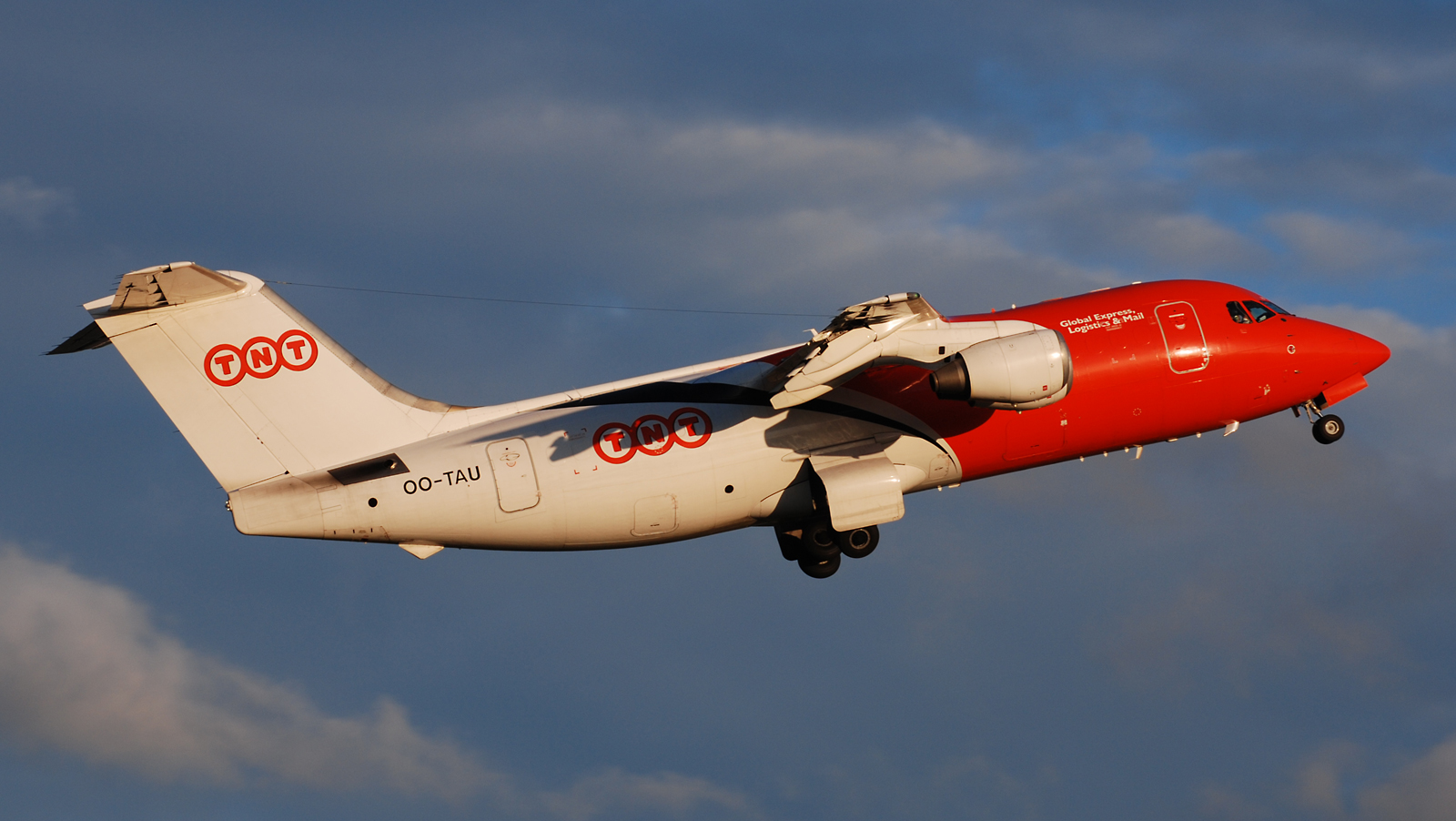
British Aerospace BAe 146 della TNT Airways

## Il processo di conversione in cargo
È il processo che viene fatto quando un aereo nato passeggeri non può più essere utilizzato per il trasporto di persone per via delle normative sul trasporto aereo dei vari paesi e dunque vengono trasformati in cargo per non mandare l'aereo in demolizione o abbandono immediato e prolungarne l'operatività. 
Questo comporta la rimozione dei sedili, dei bagni e di tutto ciò che serviva solamente ai passeggeri. Viene dunque "svuotata" la fusoliera. Vengono poi sostituiti i vetri con pannelli opachi e rafforzato il pavimento in cabina e viene creato un ampio portellone su un lato della fusoliera o anche dietro, per facilitare l'entrata e l'uscita delle merci.

## Compagnie aeree cargo più grandi del mondo
Nella lista presente qui sotto sono elencate le dieci compagnie più grandi del mondo per trasporto di tonnellate per chilometri. Ogni compagnia elencata comprende anche le sue divisioni e le sue filiali oltre che al trasporto merci sulla stiva di aerei passeggeri.
| Posizione | Compagnia aerea          | 2011 (milioni) | Hub                  | Capogruppo         |
| --------- | ------------------------ | -------------- | -------------------- | ------------------ |
| 1         | FedEx Express            | 15,939         | Memphis              | FedEx              |
| 2         | UPS Airlines             | 10,566         | Louisville           | UPS                |
| 3         | Cathay Pacific Cargo     | 9,109          | Hong Kong            | Cathay Pacific     |
| 4         | Korean Air Cargo         | 8,974          | Seul-Incheon         | Korean Air         |
| 5         | Emirates SkyCargo        | 8,132          | Dubai                | Emirates           |
| 6         | Lufthansa Cargo          | 7,674          | Francoforte sul Meno | Lufthansa          |
| 7         | Singapore Airlines Cargo | 7,118          | Singapore            | Singapore Airlines |
| 8         | China Airlines Cargo     | 5,411          | Taipei-Taoyuan       | China Airlines     |
| 9         | EVA Air Cargo            | 4,882          | Taipei-Taoyuan       | EVA Air            |
| 10        | Air France Cargo         | 4,702          | Parigi               | Air France         |